# Taman Negara
Taman Negara är en nationalpark i Malaysia på gränsen mellan Kelantan, Pahang och Terengganu. Parken består till större delen av regnskog och räknas som en av världens äldsta. Man uppskattar att den är cirka 135 – 190 miljoner år gammal men vissa menar att den är ännu äldre än så.
Man kan besöka parken på egen hand eller via bokade turer på alltifrån en till flera dagar.